# فیلتر (پردازش سیگنال)
در پردازش سیگنال، فیلتر فرایند یا دستگاهی است که از آن برای حذف بخش‌ها یا خصوصیات نامطلوب یک سیگنال استفاده می‌شود. در اغلب موارد، از فیلتر کردن برای حذف تعدادی فرکانس از سیگنال استفاده می‌شود که یکی از کاربردهای معمول آن حذف اثر نویز پس زمینه و اثر تداخل سیگنال‌هاست.
البته فیلترها تنها مختص به تغییر و تصرف در دامنه فرکانس نمی‌شوند، مخصوصاً در پردازش تصویر که بر روی دامنه‌های دیگر سیگنال عمل می‌کنند.
فیلترها را بر اساس موارد مختلفی دسته‌بندی شده‌اند که بسیاری از آنها اشتراکاتی نیز دارند، برای مثال:
- خطی و غیر خطی
- تغییر پذیر با زمان و تغییر ناپذیر با زمان
- دیجیتال و آنالوگ
- غیر فعال و فعال
- علّی و غیر علّی
- پاسخ نهایت ضربه (IIR) و پاسخ متناهی ضربه (FIR)